# Monochoria africana
Monochoria africana là một loài thực vật có hoa trong họ Pontederiaceae. Loài này được (Solms) N.E.Br. mô tả khoa học đầu tiên năm 1901.